# Sandra Wagner-Sachse
Sandra Wagner-Sachse, född 23 februari 1971, är en kvinnlig idrottare från Tyskland, som tävlade i olympiska sommarspelen 1996 i Atlanta, där hon tävlade i bågskytte. Hon tog där silvermedalj tillsammans med Barbara Mensing och Cornelia Pfohl i damernas lagdisciplin. Fyra år senare tog hon brons.